# Berlin, Berlin
A Berlin, Berlin egy német televíziós sorozat, melyet 2002-től 2004-ig forgattak. A sorozat 2004-ben kapta meg a rangos Emmy-díjat. Összesen négy évadot élt meg. Felicitas Woll (Lolle), Jan Sosniok (Sven), valamint Mathias Klimsa (Hart) mind a négy szériában szerepeltek.
Németországban az ARD és a Das Erste, hazánkban pedig az M1 sugározta 2005-ben, a sorozat harmadik évadát pedig 2007 nyarán az M2 csatorna sugározta. A negyedik évadot szintén az M2 tűzte műsorára, 2008 májusában.

## Történet
|  | Alább a cselekmény részletei következnek! |

Lolle Holzmann egy érettségizett fiatal, Malentében él. Párja, Tom úgy dönt, hogy nyáron Berlinben dolgozik majd, ám nem akarja, hogy Lolle vele tartson. Egy ideig leveleznek, majd a fiú megírja a lánynak, hogy szakítani akar. Lolle ezt nem tudja elfogadni, ezért felutazik a fővárosba, ahol meglátja szerelmét egy másik lánnyal csókolózni. Feltett szándéka, hogy visszaszerzi Tomot. Addig is Berlinben élő unokabátyjához, Svenhez költözik, aki épp válófélben van a feleségétől.
Lolle időközben összeismerkedik Rosalieval, akiről kiderül, hogy leszbikus, és hogy egykori barátnője most Tommal jár. Mivel céljuk azonos, összefognak, hogy szétválasszák az újsütetű párost. Ehhez különböző terveket kovácsolnak, amik kezdetben nem válnak be. Végül mégis sikerül őket szétválasztani, ám ekkor már egyikük sem akarja visszakapni egykori párját. Lolle visszautasítja Tom ajánlatát, hogy menjenek vissza Malentébe, mert rájön, hogy Tom nem hozzá való.
Lolle és Rosalie végül véglegesen Svenhez költöznek. Lolle nagyvárosi élete nem indul zökkenőmentesen: először is nincs munkája. Ideiglenesen sikerül elhelyezkednie Tuhan éttermében kisegítőként, ám hamar otthagyja ezt az állást. Édesanyja, Karen nem nézi jó szemmel, hogy lánya egy ilyen helyen dolgozik, és minden áron el akarja érni, hogy lányából is újságíró váljon. Bár nem sikerül elérnie, hogy Lolle hazaköltözzön, ezért felajánlja neki, hogy rendszeresen küld neki pénzt, de ehhez fel kell mondania Tuhannal, és tanulnia kell. Lolle belemegy a dologba, ám végül meggondolja magát, és visszautasítja szülei pénzét. Mivel Tuhan már talált valakit a helyére, kénytelen új munka után nézni.

Lolle és Sebastian az első randijukon

Közben szerelmi élete is felélénkül. A strandon Lolle fintorogva nézi a csókolózó szerelmespárokat. Rosalie szerint Lollének hiányzik a szex, és azt tanácsolja neki, hogy szedjen fel magának egy pasit egy éjszakára. Lolle végül talál is valakit, aki megtetszik neki, ő pedig nem más, mint egy capoeira-edző, Sebastian. A férfi azonban kezdetben rá sem néz Lolléra, ám egy baleset folytán közelebb kerülnek egymáshoz. El is hívja randizni a lányt, és egyből a lakására szeretné felvinni. Lolle kezdetben felháborodik azon, hogy a férfi egyből ágyba akarja vinni, ám miután egy táncos helyen megisznak egy-két pohár bort, mámoros állapotba kerülnek, és végül az ágyban kötnek ki. Lolle nem bánja meg amit tett, úgy gondolja, megérdemli, hogy kicsit "szórakozzon". Sven szerint nem lesz jó vége a lány és Sebastian kapcsolatának, és úgy véli, a férfinak komolyak a szándékai Lolléval szemben. A lány azonban nem osztja Sven véleményét, és továbbra sem veszi észre Sebastian fellobbanó szerelmét. Később igencsak kellemetlen helyzetbe kerül, mivel Sebastian az "All you need is love" c. műsorban nyilvánosan szerelmet vall Lollénak, aki azonban kikosarazza őt. A férfi haladéktalanul szakít Lolléval, aki hiába kér bocsánatot, már késő…
Közben Lolle - Tuhan közbenjárására - munkát kap egy zsidó étteremben, melynek vezetője Moshe. Kezdetben nem jönnek ki egymással; folyamatosak közöttük a veszekedések, nézeteltérések. Időközben azonban egymásba szeretnek. Ám Moshe nős, ráadásul gyerekei vannak. Lolle mégis jár vele, mert a férfi megígéri neki, hogy elválik. Sven ismét figyelmezteti a lányt, hogy nem lesz jó vége ennek a kapcsolatnak, mert Lolle csupán csak Moshe szeretője lesz. A lány nem hallgat rá, mert szentül hiszi, hogy a férfi bármit megtenne érte. Azonban csalódni kell. Végül ő maga vet véget a kapcsolatuknak, mert nem akarja, hogy miatta bomoljon fel egy család.
Sven szerelmi élete sem alakul valami fényesen. Minden vágya, hogy visszaszerezze exfeleségét, Silviát, és fiát, Danielt. Ez azonban nem könnyű, mert a nőnek már van valakije, akivel az esküvőt tervezik. Sven akárhogy igyekszik, Harald (Silvia vőlegénye) mindenben lekörözi őt.
Rosalienak is vannak egyéjszakás szerelmei, de ő sem találja a boldogságot.
Lolle életében újból feltűnik egykori szerelme, Tom. A fiú immár Lolle legjobb barátnőjével, Taddival jár, ugyanakkor Lolléra is kiveti a hálóját. Lolle kezdetben bizonytalan az érzéseiben, nem tudja, hogy szereti-e még a fiút. A dilemmáját végül Tuhan oldja meg, aki szerint "ha gondolkoznod kell azon, hogy szeretsz-e valakit, akkor nem szereted igazán". Lolle - immár tisztába jőve érzéseivel - felfedi Taddi előtt, hogy Tom nem szereti őt, hiszen ha ő úgy akarná, a fiú rögvest visszatérne hozzá. A fiú persze - mivel Lolle kikosarazta - tovább alakoskodik, és a két lány összevész. Végül azonban Taddi ráébred arra, hogy Tom nem szereti őt, ezért kiteszi a szűrét a fiúnak, és a két barátnő kibékül.
Sven hosszú idő után végre közelebb kerül Silviához, aki komolyan fontolgatja, hogy elhagyja Haraldot, és visszaköltözik Svenhez. Sven azonban nem különösebben boldog, ugyanis kezd beleszeretni Lolléba, és Lolle is őbelé. Egymás és maguk előtt is titkolják bimbózó szerelmüket, ám az érzelmeik erősebbek náluk. Hamarosan együtt töltenek egy éjszakát, ám Lolle- mielőtt még bármi kialakulhatna közöttük - szakít a férfival, aki így Silviához menekül. Később azonban Lolle úgy dönt, ad egy esélyt a kapcsolatuknak, ám mikor meglátja Sven és Silviát csókolózni, meggondolja magát. A félreértések hamarosan tisztázódnak, de mivel Sven már szorosabbra fűzta a kapcsolatát Silviával, ismét kénytelenek szétválni.
Sven igencsak nehéz helyzetbe kerül, mert egyrészt szerelmes Lolléba, másrészt vissza akarja kapni családját, és kisfiával akar élni. A kettő azonban együtt nem megy. Végül elköltözik otthonról, hogy Silviával új életet kezdjen. Lolle teljes letargiába esik Sven miatt, még a haját is levágatja, ráadásul egyetlen lelkitámasza, Rosalie is elhagyja őt, mivel elutazik Amerikába egy színtársulattal. Szobáját Sarah, a fiatal biszexuális fotóslány veszi át, aki flegmaságával és kőkemény odamondogatásával kezdetben nem nyeri el a lány szimpátiáját.
Lolle egy nap betér egy képregényboltba, ahol megismerkedik Alexszel, egy képzőművészeti főiskolással. A fiú udvarolni kezd neki, ám a lány kezdetben elutasítóan viselkedik vele. Közben állást kap ebben a képregényboltban, és felveszik a képzőművészeti főiskolára is. Hamarosan azonban közelebb kerülnek egymáshoz, és járni kezdenek. Sven azonban ekkor döntött úgy, hogy elhagyja Silviát Lolléért, ám szomorúan veszi tudomásul, hogy a lány már mással jár.
Lolle és Alex kapcsolata nem alakul zökkenőmentesen, ugyanis sokban különböznek egymástól. Lolle sokkal meggondolatlanabb, ráadásul nem egyezik a véleményük a művészetet illetően sem. Alex szerint a mai világban nem lehet csupán a művészetnek, az álmainknak élni, mert ki kell szolgálni a piac igényeit is, és kénytelenek vagyunk ehhez igazítani a vágyainkat: "…Az álmaim alkalmazkodtak a valósághoz.". Lolle azonban nem így gondolkodik, és esze ágában sincs semmitmondó reklámokat csinálni, mert az ő álma, hogy képregényeket rajzolhasson. Nézeteit röpcédulákon terjeszti, ám a diákok közül csak páran állnak mellé, és végül ők is magára hagyják a lányt. Ráadásul az egyik iromány az egyik különösen arrogáns tanár irodájába is bekerül, így Lollét kirúgják a főiskoláról.
Közben Sarah és Hart kezdenek egymásba szeretni, ám a férfi kezdetben nem meri felfedni érzéseit a lány előtt. Lolle pedig elkövet egy végzetes hibát: enged Sven csábításának és az ágyban kötnek ki. Alex azonban rajtakapja őket, és haladéktalanul szakít a lánnyal. Lolle nem tudja eldönteni, hogy melyik fiút válassza, így végül hoppon marad, mert mindkét férfi talál magának mást.
Sarah és Hart végre összejönnek, és kisbabát várnak, Sven pedig Veroval jár. Egyedül Lolle érzi úgy, hogy az ő élete sehová sem tart. Egy logótervezés újból összehozza őt Alexszel, és úgy érzi, ha úgy alakulna, ismét járna a fiúval. Alex azonban - bár még mindig szereti a lányt - nem akar vele mindent újrakezdeni.
Lolle a szerelem elől a munkába menekül: megpályáz egy rajzolói állást, amit sikeresen el is nyer. Ám a munkahelye Stuttgartban van. A lány kezdetben habozik, mert barátai marasztalják, ugyanakkor úgy érzi, ha Berlinben maradna, akkor sohasem jutna előrébb. Végül felszáll a Stuttgartba tartó vonatra…

## Szereplők
| Szereplő                  | Évad  | Színész         | Szinkronhang      |
| ------------------------- | ----- | --------------- | ----------------- |
| Carlotta "Lolle" Holzmann | 1 – 4 | Felicitas Woll  | Nemes Takách Kata |
| Rosalie Butzke            | 1.    | Sandra Borgmann | Mezei Kitty       |
| Sven Ehlers               | 1 – 4 | Jan Sosniok     | Boros Zoltán      |
| Hart                      | 1 – 4 | Matthias Klimsa | Fesztbaum Béla    |
| Sarah Hermann             | 2 – 4 | Rhea Harder     | Solecki Janka     |
| Alex Weingart             | 2 – 3 | Matthias Schloo | Rajkai Zoltán     |
| Tuhan                     | 3 – 4 | Maverick Queck  | Szokol Péter      |

## Érdekességek
- A sorozatban feltűnik Alexandra Neldel is, aki később a Lisa csak egy van c. sorozattal vált híressé.
- Magyarországon mind a négy szériát leadták.
- A sorozat 2004-ben Emmy-díjat kapott.
- Németországban egyes epizódokat könyv formában is kiadtak.